# Cythereis glauca
Cythereis glauca är en kräftdjursart som beskrevs av Tage Skogsberg 1928. Cythereis glauca ingår i släktet Cythereis och familjen Trachyleberididae. Inga underarter finns listade i Catalogue of Life.